# 194P/LINEAR
194P/LINEAR è una cometa periodica appartenente alla famiglia delle comete gioviane scoperta il 27 gennaio 2000, la cui riscoperta il 17 novembre 2007 da parte degli astrofili italiani Luca Buzzi e Federica Luppi ha permesso di numerarla.

## Orbita
Caratteristica della cometa è di avere una piccola MOID con il pianeta Giove, sole 0,1164 UA. Il 22 aprile 1998, quindi prima della sua scoperta, la cometa è passata a sole 0,1916 UA da Giove, il 23 settembre 2199 passerà ancor più vicino, a sole 0,0417 UA, ossia poco più di 6 milioni di km dal centro di Giove.